# Dunkle Leidenschaft (Fernsehserie)
Dunkle Leidenschaft (Originaltitel: Oscuro deseo) ist eine mexikanische Thriller-Serie, die von der Produktionsfirma Argos Comunicación im Auftrag von Netflix umgesetzt wurde. Die erste Staffel wurde am 15. Juli 2020 weltweit als Netflix Original veröffentlicht. Die zweite und finale Staffel der Serie erschien am 2. Februar 2022, ebenfalls auf Netflix.

## Handlung
Die Rechtsanwältin und Universitätsprofessorin Alma Solares ist seit 20 Jahren mit dem erfolgreichen Richter Leonardo Solares verheiratet und hat mit ihm eine gemeinsame Tochter, die 18-jährige Zoe. Da sich Almas beste Freundin Brenda Castillo gerade scheiden ließ, beschließt Alma, ihre Freundin für ein gemeinsames Frauenwochenende zu besuchen, auch um sie damit auf andere Gedanken zu bringen und zu unterstützen.
Während des Wochenendes lernt Alma den 23 Jahre alten Darío Guerra kennen. Der knapp 15 Jahre jüngere Mann ist charmant und sieht gut aus. Es knistert zwischen den beiden und sie verbringen eine Nacht miteinander. Nach Almas Vorstellung soll der Seitensprung eine einmalige Sache bleiben, sie kehrt zu ihrem Mann und ihrer Tochter zurück und will das Erlebnis hinter sich lassen. Doch Darío hat andere Pläne und beginnt, Almas Tochter Zoe hinterherzustalken. Später taucht er regelmäßig in einer Univorlesung von Alma auf. Noch komplizierter wird die Sache, als ihr Schwager Esteban, Polizist von Beruf, von ihrem Seitensprung erfährt. Schließlich stirbt auch noch ihre Freundin Brenda, deren Tod anfänglich wie Selbstmord erscheint. Langsam wird deutlich, dass es kein Zufall war, dass Darío und Alma sich kennenlernten.

## Produktion
Die Dreharbeiten fanden ab Mai 2019 in Mexiko-Stadt und New York statt. Der erste spanischsprachige Trailer wurde am 1. Juli 2020 veröffentlicht. Im August 2020 wurde eine zweite Staffel angekündigt.

## Besetzung und Synchronisation
Die deutschsprachige Synchronisation entstand nach den Dialogbüchern von Tom Sander sowie unter der Dialogregie von Beate Andres durch die Synchronfirma Iyuno-SDI Group Germany in Berlin.
| Rolle               | Schauspieler         | Synchronsprecher          |
| ------------------- | -------------------- | ------------------------- |
| Alma Solares        | Maite Perroni        | Natascha Geisler          |
| Esteban Solares     | Erik Hayser          | Thomas Schmuckert         |
| Darío Guerra        | Alejandro Speitzer   | Karim El Kammouchi        |
| Leonardo Solares    | Jorge Poza           | Jaron Löwenberg           |
| Brenda Castillo     | María Fernanda Yepes | Claudia Urbschat-Mingues  |
| Zoe Solares         | Regina Pavón         | Sarah Alles               |
| Edith Ballesteros   | Paulina Matos        | Magdalena Höfner          |
| Vallejo             | Esteban Soberanes    | Fabian Oscar Wien         |
| Patricia García     | Claudia Pineda       | Gabrielle Pietermann      |
| Mónica              | Magali Boysselle     | Cathlen Gawlich           |
| Karina              | María de Villa       | Luisa Wietzorek           |
| Rosalba             | Samantha Orozco      | Yamuna Kemmerling         |
| Lucinda             | Leticia Huijara      | Nina Herting              |
| Pate                | Eligio Meléndez      | Axel Lutter               |
| Jacinto             | Tony Valdes          | Felix Isenbügel           |
| Nancy               | Carmen Baqué         | Andrea Cleven             |
| Darío Guerra (jung) | Jay Samaniego        | Tom Ferenc                |
| António Guerra      | Juan Pablo Vargas    | Sebastian Christoph Jacob |
| Zoe Solares (jung)  | Amelia Latour        | Samina König              |
| Roxana              |                      | Ann Vielhaben             |
| Christi             |                      | Sabine Walkenbach         |
| Narro               |                      | Harriet Kracht            |
| Suárez              |                      | Daniel Kröhnert           |
| Oropesa             |                      | Susanne Szell             |
| Brandon             |                      | Dirk Talaga               |
| Richter             |                      | Michael Tietz             |
| Angestellter        |                      | Markus Manig              |

## Episodenliste

### Staffel 1
| Nr. (ges.)                                                                    | Nr. (St.) | Deutscher Titel                             | Originaltitel                                     | Regie                            | Drehbuch                                             |
| ----------------------------------------------------------------------------- | --------- | ------------------------------------------- | ------------------------------------------------- | -------------------------------- | ---------------------------------------------------- |
| 1                                                                             | 1         | Es ist nur Sex                              | Es solo sexo                                      | Epigmenio Ibarra & Kenya Márquez | Nayura Aragón, Leticia López Margalli & Gennys Pérez |
| 2                                                                             | 2         | Eine letzte Nacht voller Leidenschaft       | Una última noche de pasión                        | Epigmenio Ibarra & Kenya Márquez | Nayura Aragón, Leticia López Margalli & Gennys Pérez |
| 3                                                                             | 3         | Dieser Unsinn, den andere Liebe nennen      | Eso que los normales llaman amor                  | Epigmenio Ibarra & Kenya Márquez | Nayura Aragón, Leticia López Margalli & Gennys Pérez |
| 4                                                                             | 4         | Liebe, dieses Wort                          | El amor, esa palabra                              | Epigmenio Ibarra & Kenya Márquez | Nayura Aragón, Leticia López Margalli & Gennys Pérez |
| 5                                                                             | 5         | Was weißt du über Darío Guerra?             | ¿Qué sabes acerca de Darío Guerra?                | Epigmenio Ibarra & Kenya Márquez | Nayura Aragón, Leticia López Margalli & Gennys Pérez |
| 6                                                                             | 6         | Die gute alte Zeit                          | ¿Extrañas los viejos tiempos?                     | Epigmenio Ibarra & Kenya Márquez | Nayura Aragón, Leticia López Margalli & Gennys Pérez |
| 7                                                                             | 7         | Du hast dich mit der falschen Frau angelegt | Te metiste con la mujer equivocada                | Epigmenio Ibarra & Kenya Márquez | Nayura Aragón, Leticia López Margalli & Gennys Pérez |
| 8                                                                             | 8         | Das verräterische Herz                      | El corazón delator                                | Epigmenio Ibarra & Kenya Márquez | Nayura Aragón, Leticia López Margalli & Gennys Pérez |
| 9                                                                             | 9         | Ein verrücktes Spiegelkabinett              | Un perverso juego de espejos                      | Epigmenio Ibarra & Kenya Márquez | Nayura Aragón, Leticia López Margalli & Gennys Pérez |
| 10                                                                            | 10        | Dieser plötzliche Tod wird schön sein       | La belleza de una muerte repentina…               | Epigmenio Ibarra & Kenya Márquez | Nayura Aragón, Leticia López Margalli & Gennys Pérez |
| 11                                                                            | 11        | Nichts ist, wie es scheint                  | Nada es lo que ello parece                        | Epigmenio Ibarra & Kenya Márquez | Nayura Aragón, Leticia López Margalli & Gennys Pérez |
| 12                                                                            | 12        | Wir haben sie viele Fehler gemacht          | Nos hemos equivocado tanto                        | Epigmenio Ibarra & Kenya Márquez | Nayura Aragón, Leticia López Margalli & Gennys Pérez |
| 13                                                                            | 13        | Du warst ein unschuldiges Opfer             | Tú solo fuiste una inocente víctima               | Epigmenio Ibarra & Kenya Márquez | Nayura Aragón, Leticia López Margalli & Gennys Pérez |
| 14                                                                            | 14        | Zwei Wahrheiten. Zwei Lügen.                | Dos verdades y una mentira                        | Epigmenio Ibarra & Kenya Márquez | Nayura Aragón, Leticia López Margalli & Gennys Pérez |
| 15                                                                            | 15        | Wir sprachen nie über Liebe                 | Nunca hablamos sobre el amor                      | Epigmenio Ibarra & Kenya Márquez | Nayura Aragón, Leticia López Margalli & Gennys Pérez |
| 16                                                                            | 16        | Offenbarung 21:8… Das ist der andere Tod.   | Apocalipsis 21:8… El fuego es encendido en su ira | Epigmenio Ibarra & Kenya Márquez | Nayura Aragón, Leticia López Margalli & Gennys Pérez |
| 17                                                                            | 17        | Wir töten, was wir lieben                   | Matamos lo que amamos                             | Epigmenio Ibarra & Kenya Márquez | Nayura Aragón, Leticia López Margalli & Gennys Pérez |
| 18                                                                            | 18        | Die Antwort war immer da                    | La respuesta siempre estuvo ahí…                  | Epigmenio Ibarra & Kenya Márquez | Nayura Aragón, Leticia López Margalli & Gennys Pérez |
| Am 15. Juli 2020 wurde die erste Staffel weltweit bei Netflix veröffentlicht. |           |                                             |                                                   |                                  |                                                      |

### Staffel 2
| Nr. (ges.)                                                                                  | Nr. (St.) | Deutscher Titel                          | Originaltitel                        | Regie                          | Drehbuch                                                |
| ------------------------------------------------------------------------------------------- | --------- | ---------------------------------------- | ------------------------------------ | ------------------------------ | ------------------------------------------------------- |
| 19                                                                                          | 1         | Eros und Psyche                          | Eros y Psique                        | Pitipol Ybarra & Kenya Márquez | Leticia López Margalli, Alberto Barrera & Nayura Aragón |
| 20                                                                                          | 2         | Kein Entkommen                           | De algo así no se escapa nunca       | Pitipol Ybarra & Kenya Márquez | Leticia López Margalli, Alberto Barrera & Nayura Aragón |
| 21                                                                                          | 3         | Niemand kann vor sich selbst weglaufen   | Nadie puede huir de sí mismo         | Pitipol Ybarra & Kenya Márquez | Leticia López Margalli, Alberto Barrera & Nayura Aragón |
| 22                                                                                          | 4         | Der Andere                               | El otro                              | Pitipol Ybarra & Kenya Márquez | Leticia López Margalli, Alberto Barrera & Nayura Aragón |
| 23                                                                                          | 5         | Über glühende Kohlen                     | Caminar sobre las brasas             | Pitipol Ybarra & Kenya Márquez | Leticia López Margalli, Alberto Barrera & Nayura Aragón |
| 24                                                                                          | 6         | Immer mein Spiegel                       | Siempre fuiste mi espejo             | Pitipol Ybarra & Kenya Márquez | Leticia López Margalli, Alberto Barrera & Nayura Aragón |
| 25                                                                                          | 7         | Ein gefährlicher Cocktail                | Un coctel peligroso                  | Pitipol Ybarra & Kenya Márquez | Leticia López Margalli, Alberto Barrera & Nayura Aragón |
| 26                                                                                          | 8         | Alles Lüge                               | No creas nada de lo que escuches     | Pitipol Ybarra & Kenya Márquez | Leticia López Margalli, Alberto Barrera & Nayura Aragón |
| 27                                                                                          | 9         | Deine schlimmste Feindin                 | Te has convertido en tu peor enemiga | Pitipol Ybarra & Kenya Márquez | Leticia López Margalli, Alberto Barrera & Nayura Aragón |
| 28                                                                                          | 10        | Eigene Lesart                            | Cada quien lee su propia historia    | Pitipol Ybarra & Kenya Márquez | Leticia López Margalli, Alberto Barrera & Nayura Aragón |
| 29                                                                                          | 11        | Wer zum Teufel bist du wirklich?         | ¿Quién #%& eres en verdad?           | Pitipol Ybarra & Kenya Márquez | Leticia López Margalli, Alberto Barrera & Nayura Aragón |
| 30                                                                                          | 12        | Die Zwillinge                            | Los mellizos                         | Pitipol Ybarra & Kenya Márquez | Leticia López Margalli, Alberto Barrera & Nayura Aragón |
| 31                                                                                          | 13        | Ein perfektes und unerträgliches Dreieck | Un perfecto triángulo insoportable   | Pitipol Ybarra & Kenya Márquez | Leticia López Margalli, Alberto Barrera & Nayura Aragón |
| 32                                                                                          | 14        | Immer du                                 | Siempre fuiste tú                    | Pitipol Ybarra & Kenya Márquez | Leticia López Margalli, Alberto Barrera & Nayura Aragón |
| 33                                                                                          | 15        | Im Angesicht der Dunkelheit              | Enfrentar la oscuridad...            | Pitipol Ybarra & Kenya Márquez | Leticia López Margalli, Alberto Barrera & Nayura Aragón |
| Am 2. Februar 2022 wurde die zweite und finale Staffel weltweit bei Netflix veröffentlicht. |           |                                          |                                      |                                |                                                         |

## Veröffentlichung
Nach der Veröffentlichung der ersten Staffel wurde diese in den USA in den ersten 28 Tagen über 20 Millionen Mal abgerufen, letztmals wurden solche Abrufzahlen bei der Veröffentlichung der spanischen Serie Élite im Jahr 2018 erreicht. Im Juli war Dunkle Leidenschaft bei Netflix in der Top 6 der gestreamten Serien weltweit.

## Rezeption
In der Internet Movie Database bewerteten mehr als 2000 Zuschauer die Serie im Durchschnitt mit 6,3 von 10 Sternen.
Das deutsche Magazin Glamour sieht bei Dunkle Leidenschaft Parallelen zu den Serien You – Du wirst mich lieben und Élite und bezeichnet sie als ein gutes Ersatzprogramm für diese, die mehr als neun Stunden Unterhaltung Drama und Spannung biete.
TV Movie schreibt, dass es bei Dunkle Leidenschaft nicht ganz so heiß her geht wie bei 365 Tage, die Freizügigkeit wird eher vorgetäuscht. Dennoch bedient Dunkle Leidenschaft eher das neu-entdeckte und verruchte Erotikgenre.
Jan Thinius-Heemann von TV Spielfilm bezeichnet die Inszenierung und die schauspielerischen Leistungen als nicht unbedingt preisverdächtig. Die Sexszenen seien mit denen in anderen europäischen Produktionen vergleichbar und überraschen wohl eher US-Bürger. Im Fokus der Serie stehe aus seiner Sicht auch eher der Erpresser und Stalking-Teil.

## Remake
2023 entstand unter dem Namen Fatal Seduction ein südafrikanisches Remake.